# 기쿠치 료스케
기쿠치 료스케(일본어: 菊池 涼介, 1990년 3월 11일 ~ )는 일본의 프로 야구 선수이며, 현재 센트럴 리그인 히로시마 도요 카프의 소속 선수(내야수)이다. 도쿄도 히가시야마토시 출신이다.

## 경력

### 프로 입단 전
도쿄도에 있는 히가시야마토시에서 태어났다. 무사시 공업대학 제2 고등학교 (현 도쿄 도시 대학 시오지리 고등학교)에 다닐때는 3루수로 경기에 나섰으며, 3학년 여름에는 나가노 예선 4번째 경기에서 지며, 고시엔 출전 경험은 없다.
고등학교를 졸업한 후에는 도카이 지구 대학 야구 연맹의 기후 학생 리그에 소속되어 있는 주쿄가쿠인 대학으로 진학한다. 1학년 봄에는 리그전에 출장한다. 리그에서 손꼽을 정도로 활약을 하며 유격수로 5번이나 베스트나인에 선정된다. 2학년때에는 트리플 크라운을 달성하기도 했다. 미일 야구 선수권 대회의 후보합숙에서는 수비면에서 높은 평가를 받았다.
2011년 10월 27일에 있었던 프로 야구 드래프트에서는 히로시마 도요 카프에게 2위로 지명을 받는다. 드래프트를 받은 후 지명 인사에서 노무라 겐지로감독이 달고 있던 등번호 7번을 달기를 희망했다.

### 프로 입단 후
2012년 6월 29일에는 고쿠보 데쓰야를 대신해서 처음으로 1군으로 승격된다. 그 후, 7월부터는 신인이지만 부상으로 빠진 히가시데 아키히로를 대신해서 주전 2루수로서 엄청난 활약을 보여준다.
2013년에는 9월 26일에 있었던 주니치 드래곤즈와의 원정경기에서 2루수로 선발출장하여 시즌 497번째 보살을 기록한다. 그로 인해 주니치의 아라키 마사히로가 가지고 있던 일본 프로 야구 2루수 한시즌 보살 기록을 경신시켰으며, 이 기록은 시즌 마지막 경기가 있었던 10월 6일까지 528개로 증가한다. 9월 29일에 있었던 요미우리 자이언츠와의 원정경기에서는 6회초 원아웃 주자 2루 상황에서 희생 번트를 성공시킨다. 이 번트는 시즌에서 기쿠치의 50번째 희생 번트였는데, 이로 인해 2001년에 히가시데 아키히로가 기록한 팀기록인 희생 번트 49개가 경신되었다. 11월에는 중화민국에서 열린 '2013 BASEBALL CHALLENGE 일본 VS 중화 타이베이'의 일본 대표로 선출된다.
2014년 8월 19일에 있었던 요코하마 DeNA 베이스타스와의 원정경기에서는 1회 원아웃 주자 없는 상황에서 구보 야스토모를 상대로 2루타를 뽑아낸다. 이 2루타로 인해 20경기 연속 안타를 기록하게 되며, 한시즌에 20경기 연속 안타를 2번이나 기록하게 된다. 한시즌에 20경기 연속 안타를 2번이나 기록한 것은 히라이 사부로가 1950년에 기록한 것과 1994년에 스즈키 이치로가 기록한 이후 3번째였다. 9월 30일에 있었던 야쿠르트 스왈로스전에서는 전년도에 자신이 기록했던 일본 프로 야구 2루수 한시즌 보살 기록을 535개로 다시한번 늘린다. 시즌에서는 전경기에 출장하여 타율과 안타 부문에서 리그 2위를 차지한다. 또, 미일 올스타전의 일본 대표로 선출되어 올스타전에서 .381라는 타율을 기록하며 큰경기에서도 높은 타율을 기록한다. 특히 수비에서는 1차전에서 벤 조브리스트의 안타성 타구를 호수비로 잡아냈는데, 이는 메이저 리그 공식 사이트의 메인 페이지에 엄청난 수비라고 개제되며 소개되었다. 3차전에서는 9회에 날카로운 타구를 가볍게 처리하며 이 경기에서 두번째로 좋은 수비로 투수진의 팀 노 히트 노런을 도왔다. 6차전에서는 아메리칸 리그의 수위타자인 호세 알투베의 높게 튀어오른 숏바운드 타구를 글러브 토스로 아웃시켰다. 이 수비를 가리켜 메이저 리그 공식 사이트에서는 글러브 토스의 이상상을 보여줬다며 기쿠치의 수비에 대해서 다시 한번 찬사를 보냈다. 기쿠치는 공수주에서 활약하며 내일한 메이저 리그의 선수들을 놀랬으며, 이를 본 호세 알투베는 "타격도 수비도 전부 메이저 리그에서 뛸 수 있는 수준이다"라고 말했다.

## 플레이 스타일
몸집이 작으면서도 장타력을 갖춘데다가, 송구 능력까지 좋은 유격수이다. 프로에서는 주로 2루수를 본다. 포구부터 송구까지 기민한 것을 보며 12개 구단 스카우터들은 "수비로 프로에 들어갈 수 있겠다"라고 평가했다. 프로 입단 후에는 니시 토시히사와 미야모토 신야같은 유명한 야수들에게 수비범위가 넓다고 극찬을 받았지만, 일반인도 놓치지 않을 법한 타구를 놓치는 실책을 꽤 기록한다.
눈치를 살펴서 틈을 보고 뛰는 주루능력도 높게 평가되고 있으며, 그래서 가끔 팬들을 엄청나게 놀래기도 한다. 그 예로 2012년 7월 3일에 마쓰야마 중앙 공원 야구장에서 있었던 한신 타이거즈와의 경기에서 9회초 2아웃 2, 3루 상황에서 나온 주루 플레이다(기쿠치는 2루주자). 팀은 1점차로 뒤지고 있었으며, 타자는 소요기 에이신이었다. 소요기는 2볼 2스트라이크 상황에서 상대 투수인 에노키다 다이키가 던진 6구째에 헛스윙을 하며 삼진을 당했고, 그대로 경기가 끝나는 줄 알았다. 하지만, 포수인 코미야마 신지가 공을 놓치며 소요기는 낫아웃으로 출루를 했다. 3루 주자였던 아마야 소이치로는 여유롭게 홈인을 했고, 2루 주자였던 기쿠치는 3루를 돌던 중 잠시 멈췄다가 포수인 코미야마 신지가 잠시 방심한 틈을 놓치지 않고 헤드 퍼스트 슬라이딩으로 홈인을 했다. 2루 주자가 포수의 패스트 볼로 홈에 들어온 것은 기적이었는데, 이 주루는 기쿠치의 주력과 주루기술이 만들어낸 상징적인 플레이가 되었다. 또, 히로시마는 그대로 역전승을 거뒀으며, 현지 아나운서는 "(한신에게 있어 이 경기는) 마쓰야마의 비극입니다"라고 말했다.
또, 2014년 4월 24일에 야쿠르트 스왈로스와의 원정경기에서 나온 주루도 꼽을 수 있다. 노아웃 1루에서 타자인 마루 요시히로는 3루쪽 파울 플라이들 쳤다. 여기서 1루 주자였던 기쿠치는 3루수인 가와바타 신고가 포구를 한 순간 스타트를 끊으며 2루에 들어갔다. 1루 주자가 3루수 파울 플라이가 나왔을 때 2루로 뛰는 것은 상식적으로는 생각할 수 없는 일로, 이 플레이로 많은 팬들을 놀라게 했다.
이러한 기쿠치의 이차원적이라고도 할 수 있는 수비와 주루 능력을 야구 해설자인 히로사와 가쓰미는 높게 평가하고 있으며, 본인의 블로그에서 "이런 엄청난 플레이는 자주 볼 수 있는 것이 아니다. 기쿠치의 스타트, 다릿심, 판단력에 놀랐다. 단지 나이스 플레이 등의 말로 끝낼 수 있는 수준이 아니다. 기쿠치는 레벨이 다르다. 가지고 있는 가능성이 보통이 아니다. 적이든지, 동료든지 상관없이 심장을 쿵쾅거리게 하는 선수로, 장래가 정말 기대된다"고 극찬을 했다.
대학 시절에는 공식 경기인 83경기에서 10개의 홈런을 기록했지만, 프로에 들어온 후에는 장타를 노리는 타격을 그만두고, 주루를 발전시켜 홈런은 많지 않지만 컨택 위주의 타격을 하려고 한다. 번트가 특기인 반면, 예상외의 순간에서 홈런을 치는 의외성도 있으며, 노무라 겐지로 감독(당시)은 "기쿠치는 잘 모르겠다"라고 평가하기도 했다.
또, 만루에서 강한 선수이기도 하다. 프로에 들어온 후, "프로에서는 홈런이 없어도 괜찮다"라고 말했을 정도로 홈런에 구애되는 일은 없었다. 하지만, 2013년 5월 12일과 2013년 7월 28일, 그리고 2014년 5월 11일에 각각 홈런을 때렸는데, 이는 프로 생활을 시작한 이후 매년 한개씩 만루홈런을 친 것이다.

## 인물
유소년기부터 중학교까지 천식을 앓았지만, 야구 유학으로 나가노현의 시오지리시에 있는 무사시 공업대학 제2 고등학교에 진학한 이후에는 증상이 개선되었다고 한다.

## 상세 정보

### 출신 학교
- 무사시 공업대학 제2 고등학교(현: 도쿄 도시대학 시오지리 고등학교)
- 주쿄가쿠인 대학

### 선수 경력
프로팀 경력
- 히로시마 도요 카프(2012년 ~ )

국가 대표 경력
- 2017년 월드 베이스볼 클래식 일본 국가대표
- 2019년 WBSC 프리미어 12 일본 국가대표

### 수상·타이틀 경력

#### 타이틀
- 최다 안타 : 1회(2016년)

#### 수상
- 베스트 나인 : 2회(2017년, 2020년) ※2루수 부문
- 골든 글러브상 : 8회(2013년 ~ 2020년) ※2013년에는 마루 요시히로, 아사무라 히데토와 함께 헤이세이 시대에 태어난 선수로는 첫 수상
- 월간 MVP : 2회(2014년 6월, 2016년 8월) ※야수 부문
- 클라이맥스 시리즈 MVP : 1회(2018년)
- 센트럴 리그 연맹 특별 수상 : 1회(2020년)

### 개인 기록

#### 첫 기록
- 첫 출장 : 2012년 6월 30일, 대 요코하마 DeNA 베이스타스 8차전(MAZDA Zoom-Zoom 스타디움 히로시마), 5회말에 브라이언 벌링턴의 대타로 출장
- 첫 타석 : 상동, 5회말에 후지이 슈고로부터 2루수 뜬공
- 첫 선발 출장 : 2012년 7월 1일, 대 요코하마 DeNA 베이스타스 9차전(MAZDA Zoom-Zoom 스타디움 히로시마), 7번·2루수로서 선발 출장
- 첫 안타 : 상동, 5회말에 야마모토 쇼고로부터 우월 3루타
- 첫 타점 : 2012년 7월 3일, 대 한신 타이거스 9차전(봇짱 스타디움), 9회초에 아베 도모히로의 대타로 출장, 에노키다 다이키로부터 좌전 적시타
- 첫 도루 : 상동, 9회초에 2루 안착(투수: 에노키다 다이키, 포수: 고미야마 신지) ※2루 주자 아마야 소이치로와 더블 스틸
- 첫 홈런 : 2012년 8월 21일, 대 요코하마 DeNA 베이스타스 15차전(MAZDA Zoom-Zoom 스타디움 히로시마), 1회뒤에 미우라 다이스케로부터 좌월 솔로 홈런

#### 기록 달성 경력
- 통산 1000안타 : 2019년 4월 27일, 대 도쿄 야쿠르트 스왈로스 4차전(메이지 진구 야구장) ※역대 295번째
- 통산 1000경기 출장 : 2019년 7월 24일, 대 주니치 드래건스 16차전(MAZDA Zoom-Zoom 스타디움 히로시마), 2번·2루수로 선발 출장 ※역대 501번째

#### 기타
- 타격
  - 시즌 희생타 : 50개(2013년) ※히로시마 구단 기록
  - 시즌 최다 희생타 : 7회(2013년, 2015년 ~ 2020년) ※일본 프로 야구 기록
  - 6년 연속 시즌 최다 희생타(2015년 ~ 2020년) ※일본 프로 야구 기록
  - 시즌 2루타 : 39개(2014년) ※히로시마 구단 기록
  - 최다 안타와 최다 희생타의 동일 시즌 동시 달성(2016년) ※일본 프로 야구 사상 최초
- 수비
  - 2루수 시즌 보살 : 535(2014년) ※일본 프로 야구 기록
  - 2루수 시즌 연속 수비 기회 무실책 : 503(2020년) ※센트럴 리그 기록
  - 2루수 시즌 수비율 : 10할(2020년) ※일본 프로 야구 기록
  - 2루수로서 8년 연속 골든 글러브상(2013년 ~ 2020년) ※일본 프로 야구 기록
- 기타
  - 올스타전 출장 : 6회(2014년 ~ 2019년)

### 등번호
- 33(2012년 ~ )
  - 4(2013 베이스볼 챌린지 등번호)

### 연도별 타격 성적
| 연 도      | 소 속      | 경 기 | 타 석 | 타 수 | 득 점 | 안 타 | 2 루 타 | 3 루 타 | 홈 런 | 루 타 | 타 점 | 도 루 | 도 루 자 | 희 생 번 | 희 생 플 | 볼 넷 | 고 4 | 사 구 | 삼 진 | 병 살 타 | 타 율 | 출 루 율 | 장 타 율 | O P S |
| ---------- | ---------- | ----- | ----- | ----- | ----- | ----- | ------- | ------- | ----- | ----- | ----- | ----- | -------- | -------- | -------- | ----- | ---- | ----- | ----- | -------- | ----- | -------- | -------- | ----- |
| 2012년     | 히로시마   | 63    | 234   | 201   | 21    | 46    | 5       | 1       | 2     | 59    | 12    | 4     | 2        | 25       | 1        | 6     | 0    | 1     | 42    | 5        | .229  | .254     | .294     | .547  |
| 2013년     | 히로시마   | 141   | 633   | 538   | 69    | 133   | 27      | 4       | 11    | 201   | 57    | 16    | 7        | 50       | 5        | 38    | 0    | 2     | 121   | 4        | .247  | .297     | .374     | .671  |
| 2014년     | 히로시마   | 144   | 654   | 579   | 88    | 188   | 39      | 2       | 11    | 264   | 58    | 23    | 10       | 43       | 5        | 24    | 0    | 3     | 79    | 9        | .325  | .352     | .456     | .808  |
| 2015년     | 히로시마   | 143   | 644   | 562   | 62    | 143   | 20      | 3       | 8     | 193   | 32    | 19    | 9        | 49       | 2        | 29    | 2    | 2     | 92    | 7        | .254  | .292     | .343     | .640  |
| 2016년     | 히로시마   | 141   | 640   | 574   | 92    | 181   | 22      | 3       | 13    | 248   | 56    | 13    | 5        | 23       | 3        | 40    | 0    | 0     | 106   | 3        | .315  | .358     | .432     | .790  |
| 2017년     | 히로시마   | 138   | 629   | 565   | 87    | 153   | 28      | 3       | 14    | 229   | 56    | 8     | 7        | 30       | 1        | 32    | 0    | 1     | 107   | 9        | .271  | .311     | .405     | .716  |
| 2018년     | 히로시마   | 139   | 642   | 557   | 85    | 130   | 27      | 1       | 13    | 198   | 60    | 10    | 2        | 30       | 1        | 51    | 2    | 3     | 111   | 5        | .233  | .301     | .355     | .656  |
| 2019년     | 히로시마   | 138   | 619   | 547   | 77    | 143   | 36      | 2       | 13    | 222   | 48    | 14    | 5        | 28       | 2        | 41    | 0    | 1     | 102   | 5        | .261  | .313     | .406     | .719  |
| 2020년     | 히로시마   | 106   | 429   | 376   | 43    | 102   | 19      | 4       | 10    | 159   | 41    | 3     | 2        | 16       | 1        | 35    | 2    | 1     | 68    | 9        | .271  | .334     | .423     | .757  |
| 통산 : 9년 | 통산 : 9년 | 1153  | 5124  | 4499  | 624   | 1219  | 223     | 23      | 95    | 1773  | 420   | 110   | 49       | 294      | 21       | 296   | 6    | 14    | 828   | 56       | .271  | .317     | .394     | .711  |

- 2020년 시즌 종료 기준
- 굵은 글씨는 시즌 최고 성적.

### 연도별 수비 성적
| 연도 | 소속     | 2루   | 2루   | 2루   | 2루   | 2루   | 2루      | 3루   | 3루   | 3루   | 3루   | 3루   | 3루      | 유격  | 유격  | 유격  | 유격  | 유격  | 유격     |
| 연도 | 소속     | 경 기 | 척 살 | 보 살 | 실 책 | 병 살 | 수 비 율 | 경 기 | 척 살 | 보 살 | 실 책 | 병 살 | 수 비 율 | 경 기 | 척 살 | 보 살 | 실 책 | 병 살 | 수 비 율 |
| ---- | -------- | ----- | ----- | ----- | ----- | ----- | -------- | ----- | ----- | ----- | ----- | ----- | -------- | ----- | ----- | ----- | ----- | ----- | -------- |
| 2012 | 히로시마 | 56    | 118   | 176   | 9     | 28    | .970     | 1     | 0     | 0     | 0     | 0     | .000     | 9     | 9     | 13    | 0     | 4     | 1.000    |
| 2013 | 히로시마 | 141   | 351   | 528   | 18    | 115   | .980     | -     | -     | -     | -     | -     | -        | 11    | 13    | 16    | 1     | 3     | .967     |
| 2014 | 히로시마 | 144   | 359   | 535   | 12    | 109   | .987     | -     | -     | -     | -     | -     | -        | -     | -     | -     | -     | -     | -        |
| 2015 | 히로시마 | 143   | 324   | 484   | 10    | 81    | .988     | -     | -     | -     | -     | -     | -        | -     | -     | -     | -     | -     | -        |
| 2016 | 히로시마 | 141   | 307   | 525   | 4     | 102   | .995     | -     | -     | -     | -     | -     | -        | -     | -     | -     | -     | -     | -        |
| 2017 | 히로시마 | 138   | 281   | 407   | 5     | 81    | .993     | -     | -     | -     | -     | -     | -        | -     | -     | -     | -     | -     | -        |
| 2018 | 히로시마 | 139   | 296   | 420   | 3     | 92    | .996     | -     | -     | -     | -     | -     | -        | -     | -     | -     | -     | -     | -        |
| 2019 | 히로시마 | 138   | 272   | 387   | 10    | 80    | .985     | -     | -     | -     | -     | -     | -        | -     | -     | -     | -     | -     | -        |
| 2020 | 히로시마 | 103   | 193   | 310   | 0     | 66    | 1.000    | -     | -     | -     | -     | -     | -        | -     | -     | -     | -     | -     | -        |
| 통산 | 통산     | 1143  | 2501  | 3772  | 71    | 754   | .989     | 1     | 0     | 0     | 0     | 0     | .000     | 20    | 22    | 29    | 1     | 7     | .981     |

- 2020년 시즌 종료 기준
- 굵은 글씨는 리그 최고 성적, 붉은색 글씨는 일본 프로 야구 역대 최고 성적.
- 연도에서의 굵은 글씨는 골든 글러브상 수상 연도.